# Olivier Giscard d'Estaing
Pour les articles homonymes, voir OGE.
Pour les autres membres de la famille, voir Famille Giscard d'Estaing.
Olivier Giscard d'Estaing, né le 30 décembre 1927 dans le 8e arrondissement de Paris et mort le 12 septembre 2021 à Saint-Avertin, est un homme d'affaires et homme politique français.

## Biographie

### Famille et vie privée
Olivier Anne Marie Bernard Giscard d'Estaing est le frère de Valéry Giscard d'Estaing, président de la République française de 1974 à 1981.
Avec Marie-Hélène de Montrichard, qu'il a épousée en 1956 et qui est morte en 2001, il a quatre enfants : Charles, Geoffroy, Olivia et Roland. En 2009, il épouse en secondes noces Jade Juska.
En 2005, il achète avec son frère Valéry et son cousin Philippe le château d'Estaing, berceau de la  famille d'Estaing.

### Carrière professionnelle
Diplômé de droit à Paris, de science politique à Oxford et de la Harvard Business School (MBA, promotion 1951), il est un des fondateurs de l'INSEAD en 1957.

### Parcours politique
Sous l'étiquette des Républicains indépendants, il est maire d'Estaing (Aveyron) de 1965 à 1977 et député pour les Alpes-Maritimes de 1968 à 1973. Il est à ce titre membre de la délégation de l'Assemblée nationale à la Quinzième session annuelle de l'Assemblée de l'Atlantique nord organisée à Bruxelles en octobre 1969, avec notamment Hubert Germain et le général Paul Stehlin.
En 1979, il est à l'initiative de la rédaction, sous le pseudonyme collectif de « Maiastra », de Renaissance de l'Occident ?, paru chez Plon.
Actif au sein de la Jeune chambre économique française (JCEF) et de la Jeune chambre internationale (JCI), il est président de la JCEF de 1959 à 1961 et vice-président de la JCI en 1962. Dans les années 1970, il est haut responsable de la Banque française du commerce extérieur (BFCE).
Il est membre du Conseil pour l'avenir du monde et préside le Comité pour un parlement mondial.
En 1986, en collaboration avec Frits Philips, président de Philips, et avec Ryuzaburo Kaku, président de Canon, Olivier Giscard d'Estaing lance, dans le cadre des rencontres d'Initiatives et Changement au Caux-Palace, la Table ronde de Caux (Caux Round Table, ou CRT), un groupe de hauts dirigeants d'entreprises européens, japonais et américains, afin de développer les pratiques de responsabilité sociale des entreprises. Les principes de la CRT pour les entreprises sont publiés en 1994, intégrant les concepts occidentaux (« dignité humaine ») et japonais (« kyosei », interprétée comme « vivre et travailler ensemble pour le bien commun »). Ce code international de bonnes pratiques est présenté au Sommet social de l'ONU à Copenhague en 1994 et est depuis devenu un ouvrage de référence, traduit en douze langues ; il a été utilisé comme base pour leurs évaluations internes de l'éthique par des entreprises internationales telles que Nissan.

### Mort et inhumation
Olivier Giscard d'Estaing meurt le 12 septembre 2021 à Saint-Avertin, à l'âge de 93 ans,. Le 20 septembre suivant, après des obsèques religieuses en l'église de Brinay, il est inhumé au cimetière de la commune de Brinay, située dans le Cher.

## Décorations et distinctions
- Officier de la Légion d'honneur[11],[12]
- Commandeur de l'ordre de Léopold
- Membre du Nouveau Cercle de l'Union et du Cercle de l'Union interalliée (annuaire Cercle de l'Union interalliée 2012).

## Ouvrages
- La Décentralisation des pouvoirs dans l'entreprise, Éditions d'Organisation, 1967
- Éducation et civilisation, Fayard, 1971
- Analyse de la mystique économique de l'Islam ou le pêché de l'intérêt in Revue des deux Mondes, novembre et décembre 1982
- Après l'Amérique, un monde nouveau : les défis et les institutions de la communauté mondiale, Paris, éditions Charles Léopold Mayer, 2006, 168 p. (ISBN 2-84377-113-7, lire en ligne)
- Espérez, 150 raisons, préfacé par Gabriel de Broglie, éditions La Compagnie Littéraire, 2013[13]
- Les Changements du monde, les aventures d'une vie, éditions La Compagnie Littéraire, 2018[14].